# Gioacchino Ernesto di Brandeburgo-Ansbach
Gioacchino Ernesto di Brandeburgo-Ansbach (Cölln, 22 giugno 1583 – Ansbach, 7 marzo 1625) fu margravio di Brandeburgo-Ansbach dal 1603 fino alla sua morte.

## Biografia
Gioacchino era figlio di Giovanni Giorgio di Brandeburgo, e della sua terza moglie, Elisabetta di Anhalt-Zerbst.
Nel 1603, alla morte di Giorgio Federico di Brandeburgo-Ansbach, ottenne il Principato di Ansbach, divenendone il margravio. Questo avvenne a seguito di un trattato familiare stipulato a Gera, che consentì a Gioacchino di ottenere Ansbach, mentre il fratello Cristiano ottenne il Principato di Bayreuth.

## Unione protestante
Nei conflitti religiosi della prima metà del Seicento, Gioacchino appoggiò la causa protestante durante i conflitti di religione. Infatti appoggiò anche la lotta per l'indipendenza dei Paesi Bassi. Partecipò attivamente alla creazione dell'Alleanza protestante dell'Unione protestante, fondata nel 1608 sul suo territorio, nel monastero secolarizzato di Auhausen, vicino a Nördlingen.
L'Unione si riunì nuovamente nel 1621, dopo lo scoppio della Guerra dei Trent'anni. Dopo la dissoluzione dell'Unione, Gioacchino Ernesto è stato ritenuto responsabile dello scoppio della guerra da parte dei suoi oppositori cattolici e quindi ha completamente preso le distanze dai suoi ex alleati.

## Matrimonio
Nel 1612 sposò Sofia di Solms-Laubach, figlia di Giovanni Giorgio I di Solms-Laubach. Ebbero cinque figli:
- Sofia (1614-1646), sposò Ermanno Augusto di Brandeburgo-Bayreuth, ebbero un figlio;
- Federico (1616-1634);
- Alberto (1617);
- Alberto (1620-1667);
- Cristiano (1623-1633).

## Ascendenza
|                                           |                             |                           | Genitori                    |  |  | Nonni |  |  | Bisnonni                    |  |  | Trisnonni                 |  |
|                                           |                             |                           |                             |  |  |       |  |  | Gioacchino I di Brandeburgo |  |  | Giovanni I di Brandeburgo |  |
|                                           |                             |                           |                             |  |  |       |  |  | Gioacchino I di Brandeburgo |  |  | Giovanni I di Brandeburgo |  |
|                                           |                             | Elisabetta di Danimarca   |                             |  |  |       |  |  | Gioacchino I di Brandeburgo |  |  |                           |  |
| Gioacchino II di Brandeburgo              |                             |                           |                             |  |  |       |  |  | Gioacchino I di Brandeburgo |  |  |                           |  |
|                                           |                             | Elisabetta di Danimarca   | Giovanni di Danimarca       |  |  |       |  |  |                             |  |  |                           |  |
|                                           |                             | Elisabetta di Danimarca   | Giovanni di Danimarca       |  |  |       |  |  |                             |  |  |                           |  |
|                                           |                             | Elisabetta di Danimarca   | Cristina di Sassonia        |  |  |       |  |  |                             |  |  |                           |  |
| Giovanni Giorgio di Brandeburgo           |                             | Elisabetta di Danimarca   |                             |  |  |       |  |  |                             |  |  |                           |  |
|                                           |                             | Giorgio di Sassonia       | Alberto III di Sassonia     |  |  |       |  |  |                             |  |  |                           |  |
|                                           |                             | Giorgio di Sassonia       | Alberto III di Sassonia     |  |  |       |  |  |                             |  |  |                           |  |
|                                           |                             | Giorgio di Sassonia       | Sidonia di Boemia           |  |  |       |  |  |                             |  |  |                           |  |
| Maddalena di Sassonia                     |                             | Giorgio di Sassonia       |                             |  |  |       |  |  |                             |  |  |                           |  |
|                                           |                             | Barbara Jagellona         | Casimiro IV di Polonia      |  |  |       |  |  |                             |  |  |                           |  |
|                                           |                             | Barbara Jagellona         | Casimiro IV di Polonia      |  |  |       |  |  |                             |  |  |                           |  |
|                                           |                             | Barbara Jagellona         | Elisabetta d'Asburgo        |  |  |       |  |  |                             |  |  |                           |  |
| Gioacchino Ernesto di Brandeburgo-Ansbach |                             | Barbara Jagellona         |                             |  |  |       |  |  |                             |  |  |                           |  |
|                                           | Giovanni V di Anhalt-Zerbst | …                         |                             |  |  |       |  |  |                             |  |  |                           |  |
|                                           | Giovanni V di Anhalt-Zerbst | …                         |                             |  |  |       |  |  |                             |  |  |                           |  |
|                                           | Giovanni V di Anhalt-Zerbst | …                         |                             |  |  |       |  |  |                             |  |  |                           |  |
| Gioacchino Ernesto di Anhalt              | Giovanni V di Anhalt-Zerbst |                           |                             |  |  |       |  |  |                             |  |  |                           |  |
|                                           |                             | Margherita di Brandeburgo | Gioacchino I di Brandeburgo |  |  |       |  |  |                             |  |  |                           |  |
|                                           |                             | Margherita di Brandeburgo | Gioacchino I di Brandeburgo |  |  |       |  |  |                             |  |  |                           |  |
|                                           |                             | Margherita di Brandeburgo | Elisabetta di Danimarca     |  |  |       |  |  |                             |  |  |                           |  |
| Elisabetta di Anhalt-Zerbst               |                             | Margherita di Brandeburgo |                             |  |  |       |  |  |                             |  |  |                           |  |
|                                           |                             | Wolfgang von Barby        | …                           |  |  |       |  |  |                             |  |  |                           |  |
|                                           |                             | Wolfgang von Barby        | …                           |  |  |       |  |  |                             |  |  |                           |  |
|                                           |                             | Wolfgang von Barby        | …                           |  |  |       |  |  |                             |  |  |                           |  |
| Agnese di Barby                           |                             | Wolfgang von Barby        |                             |  |  |       |  |  |                             |  |  |                           |  |
|                                           |                             | …                         | …                           |  |  |       |  |  |                             |  |  |                           |  |
|                                           |                             | …                         | …                           |  |  |       |  |  |                             |  |  |                           |  |
|                                           |                             | …                         | …                           |  |  |       |  |  |                             |  |  |                           |  |
|                                           |                             | …                         |                             |  |  |       |  |  |                             |  |  |                           |  |